# Мещерская (платформа)
Меще́рская (до 11 октября 2010 года — Востряко́во, до 28 февраля 2020 года — Ско́лково) — остановочный пункт Киевского направления Московской железной дороги в Москве. Первая платформа на данном направлении за МКАД.

## Расположение и выходы
Находится в 13 километрах к юго-западу от Киевского вокзала, сразу за МКАД. Расстояние от вокзала до Мещерской электрички проезжают примерно за 18 минут.
Северный выход — к 1-му Дачно-Мещерскому проезду и 49-му километру МКАД.
К западу — Мещерский природный парк, к северо-западу — Мещерский пруд, к востоку — развязка с МКАД (49-й км), далее под мостом — проход на Рябиновую улицу.
Южный выход — к микрорайону Востряково, улицам Матросова и Домостроительной, ЖК «Мещерский лес», чуть южнее от платформы — Боровское шоссе, развязка с МКАД на уровне 48-го км.
С сентября 2023 года, в связи с запуском движения по линии МЦД-4, на платформе останавливаются только поезда МЦД-4.

## Инфраструктура

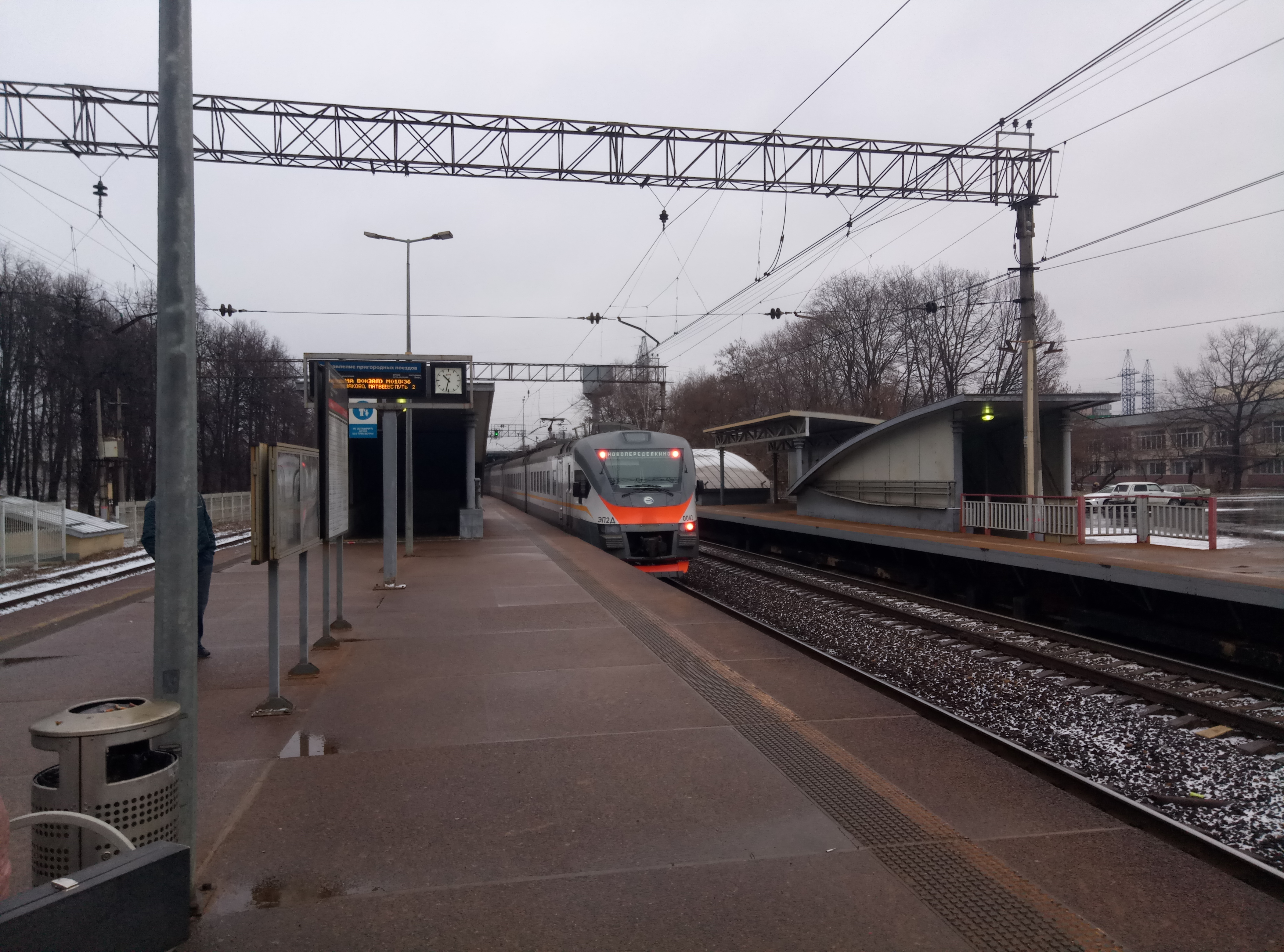
Платформа «Сколково» в 2018 году
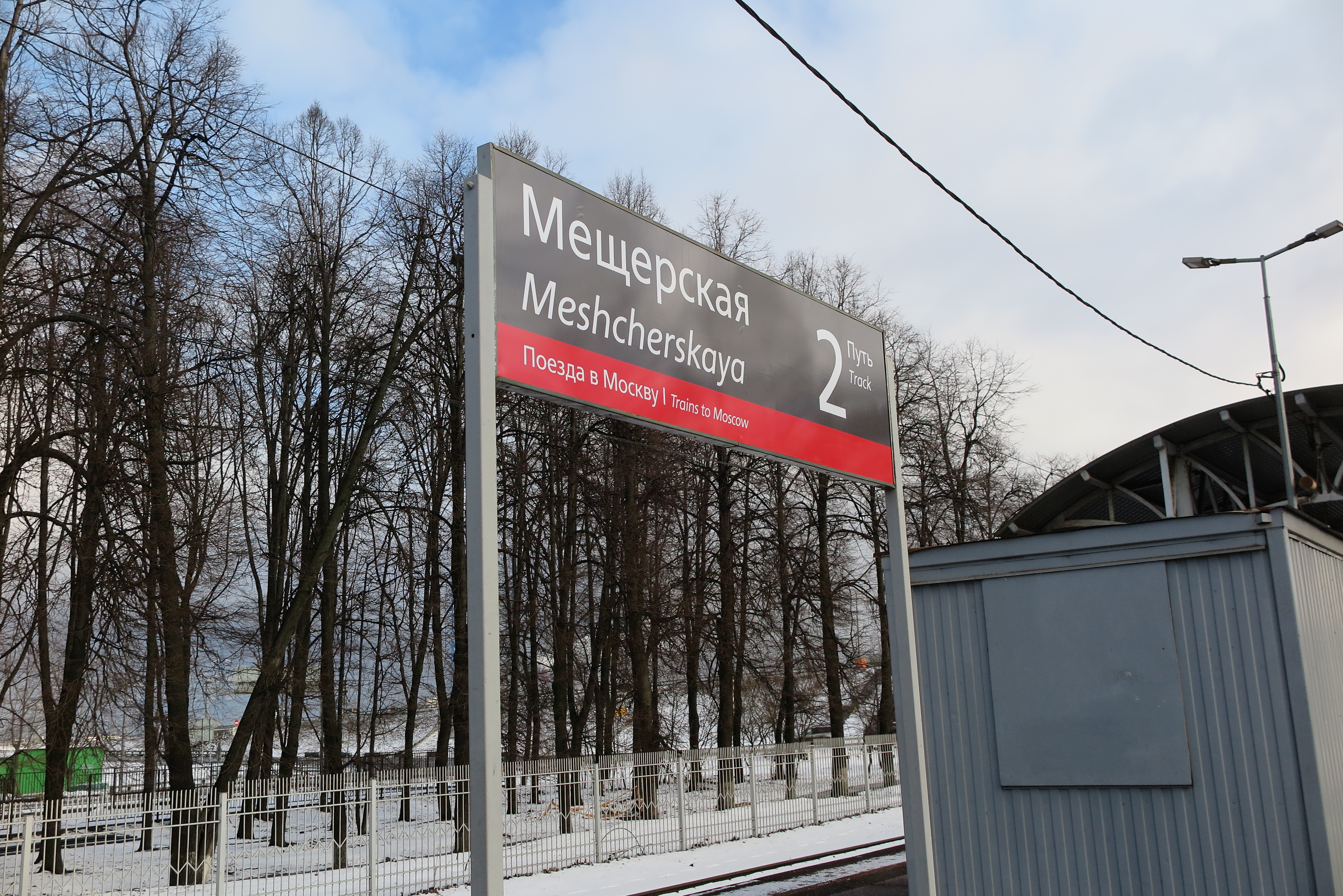
Платформа
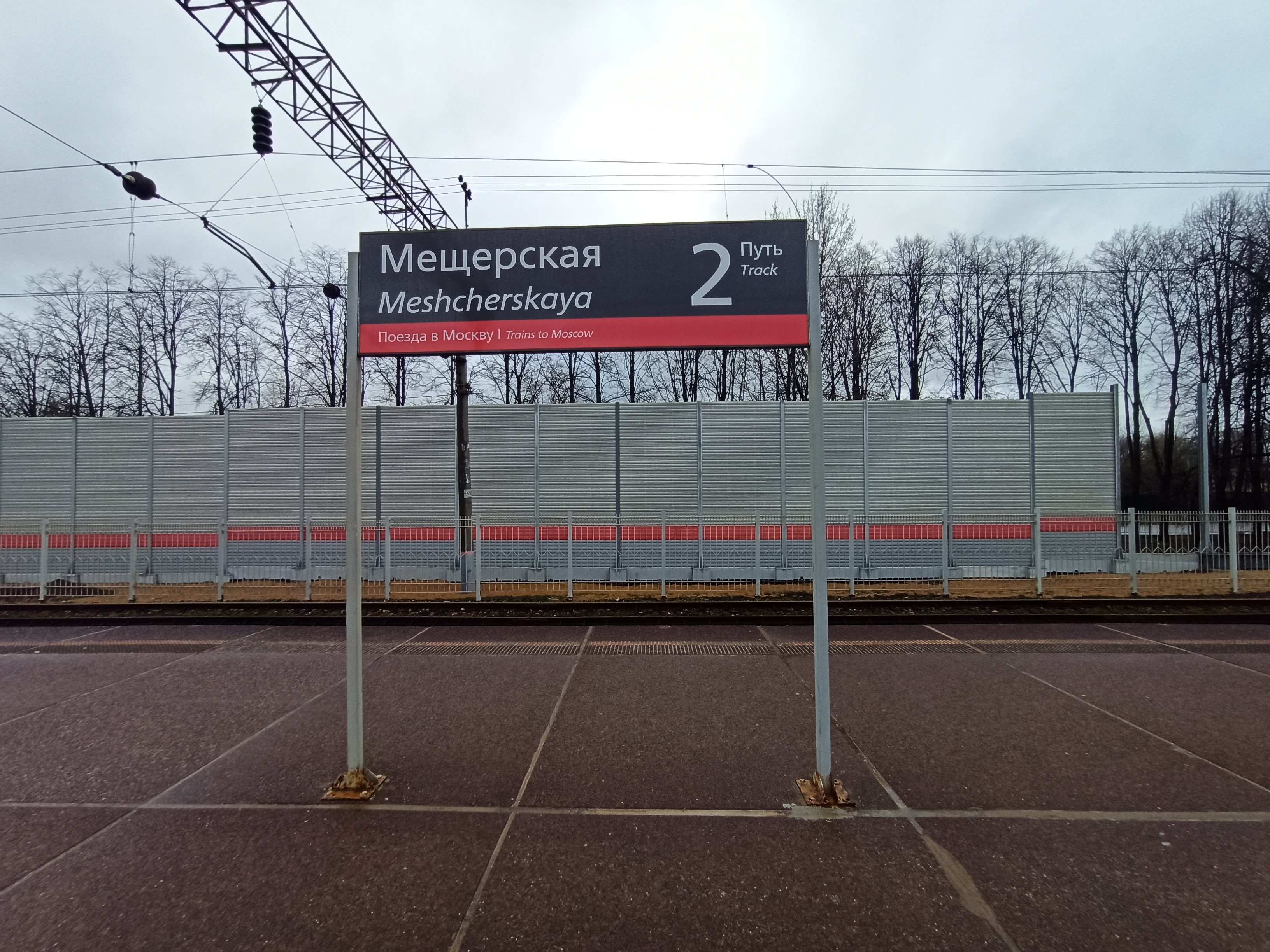
Указатель на платформе

Остановочный пункт состоит из двух посадочных платформ: островной (по I, II путям) и боковой (III путь), соединённых тоннелем. До реконструкции 2019—2022 годов турникеты отсутствовали. Ещё один путь, проходящий севернее — подъездной путь от станции Солнечная к ОАО «Московский комбинат шампанских вин», идущий вдоль главного хода.

### Частичная реконструкция 2010 года
В 2010 году, накануне переименования, платформа была частично реконструирована:
- Установлены полупрозрачные навесы белого цвета;
- Вместо асфальта покрытием платформ стала тротуарная плитка;
- Установлен новый каркас платформы.

### Реконструкция 2019-2022 годов
В 2019 году в рамках развития Московских центральных диаметров и подготовки к запуску линии МЦД-4 началась новая реконструкция станции. Она завершилась 21 ноября 2022 года. На время реконструкции были построены временные платформы.
На станции появились турникеты, 4 лифта, 4 эскалатора, колонны экстренного вызова, туалеты. Установлены новые навесы на всю длину платформ. Продолжаются работы по благоустройству прилегающих территорий.

## Название
Первоначально платформа называлась 12 верста, однако почти сразу была переименована в Востряково по имени предпринимателя Дмитрия Родионовича Вострякова (1845—1906), предоставившего ссуду на её строительство. 8 октября 2010 года приказом президента ОАО «Российские железные дороги» «ввиду наличия двух остановочных пунктов с совпадающими именами, а также близости инновационного центра Сколково» остановочный пункт Востряково Киевского направления Московской железной дороги был переименован в Сколково. Соответствующий приказ Росжелдора вышел 2 ноября 2010 года.
До переименования осенью 2010 года в Московской области было две одноимённых платформы Востряково. Платформа Павелецкого направления сохранила прежнее название.
28 февраля 2020 года приказом Федерального агентства железнодорожного транспорта Министерства транспорта России станция была вновь переименована, и ей было присвоено новое название — Мещерская.

## Наземный общественный транспорт
На этой станции можно пересесть на следующие маршруты городского пассажирского транспорта:
- Автобусы: 32, 275, 718, 862, 912, Sk3